# Eochaid mac Muiredaig Muinderg
Eochaid mac Muiredaig Muinderg  († 509) est un roi d'Ulaid issu de Dal Fiatach. Il est le fils de Muiredach Muinderg mac Forggo († 489). Sa mort est relevée dans les Annales de Tigernach en 509. Ce qui lui donne un règne de 489 à 509.

## Biographie
Dans la période qui suit la  destruction de Emain Macha après 450, l'Ulidia se reconstruit ce qui permet au  Dal Fiatach d'émerger comme la nouvelle puissance dominante de la province avec son père Muiredach comme premier roi historique. Le siège du pouvoir de la dynastie semble être situé dans le comté de Louth à Ochtar Cuillche (Collon), au sud d'Ardee, (comté de Louth) et ses descendants semblent avoir encore occupé ce site au début du VIe siècle En 496/498 les Chroniques d'Irlande relèvent la prise d'assaut de Dún Lethglaise (Downpatrick, dans l'actuel Comté de Down) qui semble devoir être liée au commencement de l'intrusion du Dal Fiatach dans cette région qui allait devenir la base de leur pouvoir.
La Vie Tripartite de Saint-Patrick rapporte la légende que Saint Patrick maudit les descendants d'Eochaid et donne sa bénédiction à ceux de son frère Cairell mac Muiredaig Muinderg († 532). Cette malédiction serait liée au fait qu'Eochaid avait ordonné de noyer deux vierges qui souhaitaient se consacrer  à Dieu. L'épouse enceinte d'Eochaid se jette aux pieds de Patrick et reçoit le baptême afin d'épargner la malédiction à son fils à naître toutefois les  descendants de Cairell monopolisent ensuite la royauté .
Eochaid laisse de son épouse Derinnell Cethirchichech un fils Saint Domangart. Derinnel est également réputée être la mère de trois autres saints: Aillén, Aedán et Mochumma de Druim Bó, nés de sa seconde union avec Feradach fils de Rónán du Cenél nEógain.

## Sources
- (en) Cet article est partiellement ou en totalité issu de l’article de Wikipédia en anglais intitulé « Eochaid mac Muiredaig Muinderg » (voir la liste des auteurs), édition du 17 mars 2014.
- Annales de Tigernach sur  at University College Cork
- Francis John  Byrne, (2001), Irish Kings and High-Kings, Dublin: Four Courts Press,  (ISBN 978-1-85182-196-9)
- T. M. Charles-Edwards, (2000), Early Christian Ireland, Cambridge: Cambridge University Press,  (ISBN 0-521-36395-0)
- Dáibhí Ó Cróinín (2005), A New History of Ireland, Volume One, Oxford: Oxford University Press
- Gearoid Mac Niocaill (1972), Ireland before the Vikings, Dublin: Gill and Macmillan